# ケリー・リンク
ケリー・リンク（Kelly Link、1969年 - ）は、アメリカ合衆国の小説家、編集者、出版社経営者。

## 経歴
フロリダ州マイアミ出身。コロンビア大学を卒業後、ノースカロライナ大学グリーンズボロ校で美術学の修士号(MFA)を取得。1995年からクラリオン・ワークショップに参加し、「黒犬の背に水」で作家デビュー。1998年の「スペシャリストの帽子」で世界幻想文学大賞を受賞。2001年に出版した短編集『スペシャリストの帽子』は文学界から絶賛された。以降、多くの文学賞を受賞し、世界中から注目されている。
作家としての活動のほかにも、マサチューセッツ州ノースハンプトンで出版社スモールビアプレスを夫のギャヴィン・グラントと共同経営。ふたりはファンタジー・ホラー作品集の編集も行っている。
2007年8月には第65回世界SF大会のために来日した。

## 作風
ファンタジーやSF、ホラー、ミステリ、リアリズム文学といったジャンル要素の混じり合った作風であり、しばしばスリップストリーム系の作家と称される。作品においてリンクの視点は日常の物事から始めてだんだんとズレてゆき、シュールな世界を構築する。しかし決して荒唐無稽にならない絶妙なセンスをもつ。翻訳家の柴田元幸はアメリカ文学におけるリンクの先輩として、ドナルド・バーセルミとローリー・ムーアを挙げている。

## 作品リスト
- 『4 Stories』（チャップブック）2000

- 『スペシャリストの帽子』[※ 1] (Stranger Things Happen 2001)
「カーネーション、リリー、リリー、ローズ」 (Carnation, Lily, Lily, Rose 1998)
「黒犬の背に水」 (Water Off a Black Dog's Back 1995)
「スペシャリストの帽子」 (The Specialist's Hat 1998) - 世界幻想文学大賞受賞
「飛行訓練」 (Flying Lessons 1995)
「雪の女王と旅して」 (Travels with the Snow Queen 1997) - ジェイムズ・ティプトリー・ジュニア賞受賞
「人間消滅」 (Vanishing Act 1996)
「生存者の舞踏会、あるいはドナー・パーティー」 (Survivor's Ball, or, The Donner Party 1998)
「靴と結婚」 (Shoe and Marriage 2000)
「私の友人はたいてい三分の二が水でできている」 (Mast of My Friends Are Two-Thirds Water)
「ルイーズのゴースト」 (Louise's Ghost 2001) - ネビュラ賞受賞
「少女探偵」 (The Girl Detective 1999)

- 『マジック・フォー・ビギナーズ』 (Magic for Beginners 2005)
「妖精のハンドバッグ」 (The Faery Handbag 2004) - ヒューゴー賞、ネビュラ賞、ローカス賞受賞
「ザ・ホルトラク」 (The Hortlak 2003)
「大砲」 (The Cannon 2003)
「石の動物」 (Stone Animals 2004)
「猫の皮」 (Catskin 2003)
「いくつかのゾンビ不測事態対応策」 (Some Zombie Contingency Plans 2005)
「大いなる離婚」 (The Great Divorce 2005)
「マジック・フォー・ビギナーズ」 (Magic for Beginners 2005) - ネビュラ賞、ローカス賞、英国SF協会賞受賞
「しばしの沈黙」 (Lull 2002)

- 『プリティ・モンスターズ』（早川書房） 2008年

- 『ゲット・イン・トラブル』（未訳） 2015年

### 編集
- 『Trampoline』（Small Beer Press, 2003）
- 『The Year's Best Fantasy and Horror volume 17』（エレン・ダトロウ,グラントとの共同編集、 St. Martin's Press, 2004）
- 『The Best of Lady Churchill's Rosebud Wristlet: Occasional Outbursts』（Del Ray, 2007）

この他、リンクとグラントは1997年から年2回、ファンタジー誌『Lady Churchill's Rosebud Wristlet』を刊行している。

### ノンフィクション
- 『On Strange Toys by Patricia Geary』（Stephen G Jones、「Horror: Another 100 Best Books」収録, 2005）